# Коринто (Колумбия)
Коринто (исп. Corinto) — город и муниципалитет на юго-западе Колумбии, на территории департамента Каука. Входит в состав Северной провинции.

## История
Поселение, из которого позднее вырос город, было основано 25 мая 1867 года доном Антонио Феихо и его братом Хуаном Баутистой. Муниципалитет Коринто был выделен в отдельную административную единицу в 1868 году.

## Географическое положение
Город расположен в северо-восточной части департамента, на западных склонах Центральной Кордильеры, на расстоянии приблизительно 82 километров к северо-востоку от города Попаян, административного центра департамента. Абсолютная высота — 1059 метров над уровнем моря.
Муниципалитет Коринто граничит на севере с территорией муниципалитета Миранда, на западе — с муниципалитетом Падилья, на юго-западе — с муниципалитетом Калото, на юге — с муниципалитетом Торибио, на востоке — с территорией департамента Толима. Площадь муниципалитета составляет 302 км².

## Население
По данным Национального административного департамента статистики Колумбии, совокупная численность населения города и муниципалитета в 2015 году составляла 31 872 человека.
Динамика численности населения муниципалитета по годам:
| 2005   | 2006   | 2007   | 2008   | 2009   | 2010   | 2011   | 2012   | 2013   | 2014   | 2015   |
| ------ | ------ | ------ | ------ | ------ | ------ | ------ | ------ | ------ | ------ | ------ |
| 28 310 | 28 634 | 28 955 | 29 267 | 29 608 | 29 956 | 30 319 | 30 705 | 31 090 | 31 485 | 31 872 |

Согласно данным переписи 2005 года мужчины составляли 50,1 % от населения Коринто, женщины — соответственно 49,9 %. В расовом отношении индейцы составляли 44,2 % от населения города; негры, мулаты и райсальцы — 27,9 %; белые и метисы — 27,9 %.
Уровень грамотности среди всего населения составлял 86,3 %.

## Экономика
Большинство населения занято в сельском хозяйстве.
65 % от общего числа городских и муниципальных предприятий составляют предприятия торговой сферы, 28,2 % — предприятия сферы обслуживания, 5,3 % — промышленные предприятия, 1,5 % — предприятия иных отраслей экономики.

## Транспорт
Через город проходит национальное шоссе № 31 (исп. Ruta Nacional 31).